# Nicole Croisille
Nicole Croisille (Neuilly-sur-Seine, 9 de octubre de 1936-Saint-Cloud, 4 de junio de 2025) fue una actriz y  cantante francesa.

## Biografía
Su madre era pianista y su padre director de una agencia de turismo.
Comenzó como bailarina a los ocho años en la Ópera de París, pero su padre no quiso que se convirtiera en artista profesional. 
Estudió mecanografía y paralelamente dio clases en la Comédie-Française.
En los años 1950, giró con Marcel Marceau por América y poco después fue bailarina de Joséphine Baker. Trabajó como vedette en Broadway, Chicago y el Folies Bergères en los años 1960.
Quizá su canción más conocida es el tema principal de la banda sonora de la película de 1966 Un hombre y una mujer.
Intentó representar a Francia en el Festival de la Canción de Eurovisión 1974, pero eligieron a Dani, además ese año Francia no se presentó tras fallecer Georges Pompidou.
Ha participado en varias películas, series de televisión y en obras teatrales en el Olympia, el Théâtre de Dix Heures o  el Casino de París.
Vivió con el síndrome de Ménière.
Fue condecorada con la Legión de Honor en 2010 y la Orden de las Artes y las Letras en 2022.

## Álbumes
- 1961 : Nicole Croisille
- 1971 : Climats
- 1974 : Partir
- 1975 : Femme
- 1976 : Si l'on pouvait choisir sa vie
- 1977 : La femme et l’enfant
- 1978 : C’est ma vie
- 1980 : Croisille 80
- 1981 : J'aime pas quand tu pars
- 1981 : Le cœur funambule
- 1982 : Paris-Montreal
- 1984 : Chante Francis Lai - Cinéma
- 1987 : Jazzille
- 1990 : Black et Blanche
- 2006 : Chante Nougaro, le jazz et moi
- 2008 : Tu me manques
- 2011 : Croisille
- 2014 : Arc en ciel
- 2015 : Il était une fois... Nicole15

## Filmografía
- 1971 : Lucky Luke, el intrépido dirigida por René Goscinny y Morris : Lulu Carabine.
- 1981 : Les Uns et les Autres dirigida por Claude Lelouch : como ella misma.